# Liujia (sockenhuvudort i Kina, Liaoning)
Liujia (kinesiska: 柳家, 柳家乡) är en sockenhuvudort i Kina. Den ligger i provinsen Liaoning, i den nordöstra delen av landet, omkring 110 kilometer väster om provinshuvudstaden Shenyang. Antalet invånare är 11 012. Befolkningen består av 5 484 kvinnor och 5 528 män. Barn under 15 år utgör 13,0 %, vuxna 15-64 år 76 %, och äldre över 65 år 10,0 %.
Runt Liujia är det ganska tätbefolkat, med 116 invånare per kvadratkilometer. Närmaste större samhälle är Zhong'an, 16,1 km nordväst om Liujia. Trakten runt Liujia består till största delen av jordbruksmark.
Genomsnittlig årsnederbörd är 796 millimeter. Den regnigaste månaden är juli, med i genomsnitt 188 mm nederbörd, och den torraste är januari, med 9 mm nederbörd.